# آرجنتون-سور-کروز
آرجنتون-سور-کروز (به فرانسوی: Argenton-sur-Creuse) یک کمون در فرانسه است که در اندر واقع شده‌است. آرجنتون-سور-کروز ۲۹٫۳۴ کیلومتر مربع مساحت و ۵٬۱۶۰ نفر جمعیت دارد و ۱۱۹ متر بالاتر از سطح دریا واقع شده‌است.

## خواهرخوانده
شهرهای Wiblingen, Bellona و اولم خواهرخوانده‌های آرجنتون-سور-کروز هستند.